# Jason Day
Jason Anthony Day (Beaudesert, 12 novembre 1987) è un golfista australiano.

## Biografia
Day è nato a Beaudesert, nel Queensland. Suo padre, Alvin, era irlandese-australiano, e sua madre, Dening, emigrò dalle Filippine all'Australia all'inizio degli anni '80. Ha due fratelli, Yanna e Kim. Suo padre lo portò al Beaudesert Golf Club e lo iscrisse come socio junior subito dopo il suo sesto compleanno. Da junior gli era permesso giocare sei buche al giorno. All'età di otto anni la sua famiglia si trasferì a Rockhampton e durante questo periodo iniziò a vincere eventi nei distretti circostanti. Alvin Day morì di cancro allo stomaco quando Jason aveva 12 anni.

### Vita privata
Day ha sposato Ellie Harvey (di Lucas, Ohio), nel 2009. La coppia vive a Westerville, Ohio, con i loro cinque figli.

## Carriera
È entrato per la prima volta nella top ten mondiale nel giugno 2011, classificandosi nono dopo aver ottenuto un secondo posto allo US Open. Nel febbraio 2014 ha conquistato il suo primo titolo WGC, il campionato mondiale di match play.
Nell'agosto 2015 ha vinto il 97º US PGA Championship, stabilendo inoltre un primato con il punteggio più basso in assoluto in relazione a tutti e quattro i major, 20 colpi sotto il par. Il record precedente apparteneva a Tiger Woods, stabilito nel 2000 con 19 colpi.
Nel Marzo 2016 rivince il campionato mondiale match play battendo in finale il sudafricano Louis Oosthuizen, diventando per la prima volta in carriera, all'età di 29 anni, numero uno nel ranking mondiale. Rimarrà al vertice della classifica per quasi un anno, quando verrà superato dall'americano Dustin Johnson.

## Vittorie professionali (17)

### PGA Tour vittorie (12)
| Legenda                      |
| Campionato Major (1)         |
| Campionato giocatori (1)     |
| World Golf Championships (2) |
| FedEx Cup playoff eventi (2) |
| Altri PGA Tour (6)           |

| No. | Data              | Torneo                                | Punteggio di vittoria | To par   | Margine  | Secondo/i                                     |
| --- | ----------------- | ------------------------------------- | --------------------- | -------- | -------- | --------------------------------------------- |
| 1   | 23 maggio 2010    | HP Byron Nelson Championship          | 66-65-67-72=270       | −10      | 2 colpi  | Blake Adams, Brian Gay, Jeff Overton          |
| 2   | 23 febbraio 2014  | WGC-Accenture Match Play Championship | 23 buche              | 23 buche | 23 buche | Victor Dubuisson                              |
| 3   | 8 febbraio 2015   | Farmers Insurance Open                | 73-65-71-70=279       | −9       | Playoff  | Harris English, J. B. Holmes, Scott Stallings |
| 4   | 26 luglio 2015    | RBC Canadian Open                     | 68-66-69-68=271       | −17      | 1 colpo  | Bubba Watson                                  |
| 5   | 16 agosto 2015    | PGA Championship                      | 68-67-66-67=268       | −20      | 3 colpi  | Jordan Spieth                                 |
| 6   | 30 agosto 2015    | The Barclays                          | 68-68-63-62=261       | −19      | 6 colpi  | Henrik Stenson                                |
| 7   | 20 settembre 2015 | BMW Championship                      | 61-63-69-69=262       | −22      | 6 colpi  | Daniel Berger                                 |
| 8   | 20 marzo 2016     | Arnold Palmer Invitational            | 66-65-70-70=271       | −17      | 1 colpo  | Kevin Chappell                                |
| 9   | 27 marzo 2016     | WGC-Dell Match Play (2)               | 5 e 4                 | 5 e 4    | 5 e 4    | Louis Oosthuizen                              |
| 10  | 15 maggio 2016    | The Players Championship              | 63-66-73-71=273       | −15      | 4 colpi  | Kevin Chappell                                |
| 11  | 29 gennaio 2018   | Farmers Insurance Open (2)            | 73-64-71-70=278       | −10      | Playoff  | Alex Norén, Ryan Palmer                       |
| 12  | 6 maggio 2018     | Wells Fargo Championship              | 69-67-67-69=272       | −12      | 2 colpi  | Nick Watney, Aaron Wise                       |

PGA Tour playoff record (2–1)
| No. | Anno | Torneo                 | Sfidante/i                                    | Risultato                                                                                            |
| --- | ---- | ---------------------- | --------------------------------------------- | --- |
| 1   | 2015 | Farmers Insurance Open | Harris English, J. B. Holmes, Scott Stallings | Vinto con pari alla seconda buca extra English e Stallings eliminati col tiro birdie alla prima buca |
| 2   | 2017 | AT&T Byron Nelson      | Billy Horschel                                | Perso alla pari alla prima buca extra                                                                |
| 3   | 2018 | Farmers Insurance Open | Alex Norén, Ryan Palmer                       | Vinto col tiro birdie alla sesta buca extra Palmer eliminato col tiro birdie alla prima buca         |

### Nationwide Tour vittorie (1)
| No. | Data          | Torneo                         | Punteggio di vittoria | To par | Margine | Secondo        |
| --- | ------------- | ------------------------------ | --------------------- | ------ | ------- | -------------- |
| 1   | 8 luglio 2007 | Legend Financial Group Classic | 68-66-67-67=268       | −16    | 1 colpo | Scott Gardiner |

### Altre vittorie (4)
| No. | Data             | Torneo                                             | Punteggio di vittoria | To par   | Margine  | Secondo/i                                   |
| --- | ---------------- | -------------------------------------------------- | --------------------- | -------- | -------- | ------------------------------------------- |
| 1   | 24 novembre 2013 | ISPS Handa World Cup of Golf (con Adam Scott)      | 143-138-134-136=551   | −17      | 10 colpi | Stati Uniti − Matt Kuchar e Kevin Streelman |
| 2   | 24 novembre 2013 | World Cup of Golf Individual Trophy                | 68-70-66-70=274       | −10      | 2 colpi  | Thomas Bjørn                                |
| 3   | 13 dicembre 2014 | Franklin Templeton Shootout (con Cameron Tringale) | 55-64-65=184          | −32      | 1 colpo  | Harris English e Matt Kuchar                |
| 4   | 21 ottobre 2019  | MGM Resorts The Challenge: Japan Skins             | $210,000              | $210,000 | $150,000 | Rory McIlroy, Tiger Woods                   |

## Tornei Major

### Vittorie (1)
| Anno | Campionato       | 54 buche       | Punteggio di vittoria | Margine | Secondo       |
| ---- | ---------------- | -------------- | --------------------- | ------- | ------------- |
| 2015 | PGA Championship | 2 colpi in più | −20 (68-67-66-67=268) | 3 colpi | Jordan Spieth |